# Anzhelika Isaeva
Anzhelika Albertovna Isaeva (en ruso: Анжелика Альбертовна Исаева; 20 de noviembre de 2000) es una tenista rusa.
Isaeva tiene un ranking de individuales más alto de su carrera de 374 en la WTA, alcanzado el 25 de abril de 2022. Ha ganado un título de individuales y un título de dobles en el ITF Women's World Tennis Tour.
Isaeva ganó su título más importante en el Torneo Internacional Nur-Sultan de 2022, donde derrotó a Greet Minnen, una de las 100 mejores jugadoras, en la final por retiro.